# Nederlands Studenten Kamerorkest
Het Nederlands Studenten Kamerorkest (Nesko) is een studentenorkest dat in oktober 1964 werd opgericht door leden van het Nederlands Studenten Orkest (NSO), om ook in kleinere samenstelling te kunnen musiceren.
Net als het NSO wordt het Nesko elk jaar opnieuw samengesteld uit studenten van Nederlandse universiteiten en hogescholen, door middel van audities. Na een intensieve repetitieperiode van ongeveer een week volgt een tournee door heel Nederland die ook ongeveer een week duurt.
Een andere overeenkomst met het NSO is dat ook bij het Nesko de traditie bestaat om een veelbelovende componist de opdracht te geven een compositie speciaal voor het Nesko te schrijven.
Tot slot heeft het Nesko met het NSO gemeen dat een deel van de financiële opbrengst van de tournee bestemd is voor de Stichting voor Vluchteling Studenten UAF.

## Overzicht alle edities van het Nesko

### 1964-1969
| Jaargang | Dirigent       | Solist                                                                | Programma |
| -------- | -------------- | --------------------------------------------------------------------- | --- |
| 1964     | Dick Broekarts | Gerard Hettema, viool                                                 | Antonio Vivaldi - concert nr. 7 in D uit Lestro Armonico op. 3, Joseph Haydn - divertimento in D, Johann Sebastian Bach - vioolconcert nr.2 in E BWV 1042, Arthur Honegger - Pastorale d'Eté, Antonio Rosetti - sinfonia in g |
| 1965     | Dick Broekarts | Jelle Atema, fluit                                                    | Antonio Vivaldi - concert voor 4 violen op. 3 nr. 10, Carl Philipp Emanuel Bach - fluitconcert, Albert Roussel - sinfonietta voor strijkers, Paul Hindemith - Spielmusik op. 43, Wolfgang Amadeus Mozart - symfonie nr. 29    |
| 1966     | geen Nesko     | -                                                                     | - |
| 1967     | geen Nesko     | -                                                                     | - |
| 1968     | Joop van Zon   | Philip Treffers, viool, Wim Markus - fluit, Henk Knöps - hobo/althobo | Wolfgang Amadeus Mozart - Serenata Notturna, Arthur Honegger - Concerto da camera voor fluit en althobo, Johann Sebastian Bach - concert voor viool en hobo, Benjamin Britten - Simple Symphony                               |
| 1969     | Joop van Zon   | Marien van Staalen, cello                                             | Jan Felderhof - Sinfonietta nr. 2, Joseph Haydn - celloconcert in D op. 101, Arthur Honegger - Pastorale d'Eté, Wolfgang Amadeus Mozart - symfonie nr. 38 in D KV 504 "Praagse"                                               |

### 1970-1979
| Jaargang | Dirigent                          | Solist                                                                              | Programma |
| -------- | --------------------------------- | ----------------------------------------------------------------------------------- | --- |
| 1970     | Joop van Zon                      | Rist Klijzing, hobo                                                                 | Girolamo Frescobaldi - Tre pezziper orchestra da camera Wolfgang Amadeus Mozart - hoboconcert in C, KV 314 (285d), Robert Heppener - sinfonietta, Franz Schubert - symfonie nr. 6 in C                                                                        |
| 1971     | Joop van Zon                      | Hans Oudenaarden, piano                                                             | Alberto Ginastera - Variaciones Concertantes, Ludwig van Beethoven - pianoconcert nr. 3 in c op. 37, Maurice Ravel - Pavane pour une infante défunte, Wolfgang Amadeus Mozart - symfonie nr. 36 in C KV 425 "Linzer"                                          |
| 1972     | Joop van Zon                      | Saskia de Loos-Wijker, fluit                                                        | Wolfgang Amadeus Mozart - ouverture "Titus", Jean Sibelius - Suite "Pelléas et Mélissande", Jean Rivier - concert voor fluit en strijkorkest, Gabriel Fauré - Pavane op. 50, Joseph Haydn - symfonie nr. 97                                                   |
| 1973     | Joop van Zon                      | Rémy Baudet, viool, Cees Dekkers, altviool                                          | Wolfgang Amadeus Mozart - ouverture Die Entführung aus dem Serail KV 384, Wolfgang Amadeus Mozart - sinfonia concertante KV 364, Eric Satie - Trois petites pièces montées, Maurice Ravel - Ma mère l'oye, Igor Stravinsky - Suite pour petit orchestre nr. 1 |
| 1974     | Joop van Zon                      | Ben van Cranenburgh, bassethoorn                                                    | Franz Schubert - Ouverture im Italienischen Stile in C op. 170, Bertus van Lier - Divertimento facile, Alessandro Rolla - Bassethoornconcert in F, Joseph Haydn - symfonie nr. 104 "London"                                                                   |
| 1975     | Joop van Zon                      | Rémy Baudet, viool; Lodewijk Spanjaard, cello; Anne Faber, hobo; Leo de Jong, fagot | Gioacchino Rossini - ouverture "l'Italiana in Algeri", Willem Frederik Bon - Sweelinck-variaties op. 24, Joseph Haydn - sinfonia concertante op. 84, Gabriel Fauré - Pavane op. 50, Wolfgang Amadeus Mozart - symfonie nr. 35 in D KV 385                     |
| 1976     | Frits Kox (?), Marien van Staalen | Ton Huisman, gitaar                                                                 | Georg Philipp Telemann - Burlesque de Don Quichotte, Jean Françaix - serenade, Heitor Villa-Lobos - concert pour gitare et petit orchestre, Jurriaan Andriessen - Respiration Suite, Gabriel Fauré - Pelléas et Mélissande                                    |
| 1977     | Gerard Oskamp                     | Douceline Aleven, harp                                                              | Charles Gounod - Petite symphonie, Kees van Baaren - Sinfonia, Claude Debussy - Danses, Franz Schubert - symfonie nr. 3 |
| 1978     | Gerard Oskamp                     | Bas de Jong, klarinet                                                               | Gioacchino Rossini - ouverture "Il signor Bruschino", Nico Hermans - Ballet des petits pieds, Wolfgang Amadeus Mozart - klarinetconcert in A KV 622, Felix Mendelssohn - symfonie nr. 1                                                                       |
| 1979     | Gerard Oskamp                     | Johan Faber, slagwerk; Rudie van Straaten, klavecimbel                              | Felix Mendelssohn - Hebriden-ouverture op. 26, Gordon Jacob - Old wine in new bottles, Fredrich Zehm - Capriccio für Schlagzeug und Orchester, Johann Sebastian Bach - klavecimbelconcert in A BWV 1055, Carolus Antonius Fodor - symfonie nr. 4 in c         |

### 1980-1989
| Jaargang | Dirigent      | Solist                                                                                                  | Programma |
| -------- | ------------- | --- | --- |
| 1980     | Gert Schuil   | André Kerver, klarinet, Hilary Reijnolds, sopraan, Nico van der Meel, tenor, Peter Nievelstein, bariton | Joseph Haydn - symfonie nr. 88 in G, Herman Strategier - concertino voor klarinet en orkest, Igor Stravinsky - Pulcinella-suite |
| 1981     | Gert Schuil   | Masumi Nagasawa, harp                                                                                   | Gioacchino Rossini - ouverture "l'Italiana in Algeri", Jan Wisse - Sete Aforismen, Sergej Prokofjev - symfonie nr. 1 "klassieke", François-Adrien Boïeldieu - harpconcert, Ottorino Respighi - Gli Uccelli                           |
| 1982     | Gert Schuil   | Anssi Karttunen, cello                                                                                  | Wolfgang Amadeus Mozart - ouverture "le Nozze di Figaro" KV 492, Dmitri Sjostakovitsj - celloconcert nr. 1 in Es op. 107, Jeff Hamburg - symfonie in Es, Alberto Ginastera - Variaciones concertantes                                |
| 1983     | Gert Schuil   | Irene den Herder, viool                                                                                 | Gioacchino Rossini - ouverture "La scala di seta", Wolfgang Amadeus Mozart - vioolconcert nr. 3 KV 216, Hans Henkemans - Primavera; Ludwig van Beethoven - symfonie nr. 2                                                            |
| 1984     | Gert Schuil   | Lex Bergink, hobo; Maarten Jense, klarinet; Jan van den Eijnden, hoorn; Hans Wisse, fagot               | Wolfgang Amadeus Mozart - sinfonia concertante KV297b, Ed de Boer - Arina's droom, Franz Schubert - symfonie nr. 6 D589 |
| 1985     | Daan Admiraal | Cor de Jong, klavecimbel                                                                                | Carolus Rosier - sonate in C, Carl Philipp Emanuel Bach - symfonie in D, Frank Martin - klavecimbelconcert, Joseph Haydn - symfonie nr. 75, Igor Stravinsky - Danses concertantes                                                    |
| 1986     | Daan Admiraal | Ronald Brautigam, piano                                                                                 | Richard Wagner - Siegfried-Idyll, Wolfgang Amadeus Mozart - pianoconcert nr. 22 KV 482, Olivier Messiaen - Oiseaux Exotiques, Igor Stravinsky - Pulcinella-suite                                                                     |
| 1987     | Daan Admiraal | Fiekojan Hoolboom, mezzosopraan, Gerard Beemster, bariton                                               | Joep Straesser - Verzauberte Lieder, Huub Kerstens - La Mort, Kees van Baaren - The Hollow Men, Béla Bartók - divertimento voor strijkers, Arnold Schönberg - Begleitmusik zu einer licht spielszene, Frank Martin - A song of Ariel |
| 1988     | Daan Admiraal | Miranda van Kralingen, sopraan, Young-Hee Kim, sopraan                                                  | Maurice Ravel - Le tombeau de Couperin, Hector Berlioz - Les nuits d'été, Peter Schat - strijkersserenade, Johannes Brahms - serenade nr. 1                                                                                          |
| 1989     | Daan Admiraal | Pieter Wispelwey, cello                                                                                 | Wolfgang Amadeus Mozart - symfonie nr. 35 "Haffner", Pjotr Iljitsj Tsjaikovski - Rococo-variaties voor cello en orkest, Darius Milhaud - La Création du Monde, Aaron Copland - Apalachian Spring                                     |

### 1990-1999
| Jaargang             | Dirigent       | Solist                                                                    | Programma |
| -------------------- | -------------- | ------------------------------------------------------------------------- | --- |
| 1990                 | Daan Admiraal  | Rita Dams, mezzosopraan                                                   | Sergej Prokofjev - symfonie nr. 1 "klassieke", Béla Bartók - muziek voor snaarinstrumenten, slagwerk en celesta, Luciano Berio - Folk Songs, Manuel de Falla - El amor brujo                  |
| 1991                 | geen Nesko     | -                                                                         | - |
| 1992                 | Daan Admiraal  | Meina Kentner, spreekstem; Sonja van Beek, viool; Claudia Haenchen, viool | Paul Hindemith - Lustiges Sinfonietta op. 4 met gedichten van Chr.Morgenstern, Ludwig van Beethoven - vioolconcert op. 61, Sergej Prokofjev - Summer Day Suite op. 65 (alleen op de première) |
| 1993                 | Daan Admiraal  | David Kuijken en Mark Reichhoff, piano; slagwerkgroep Rotterdam           | Klaas de Vries - Tombeau, Ludwig van Beethoven - pianoconcert nr. 4, Olivier Messiaen - Sept Haikaï, Bohuslav Martinů - Sinfonietta La Jolla                                                  |
| 1994                 | geen Nesko     | -                                                                         | - |
| 1995                 | Daan Admiraal  | Paul Komen, piano                                                         | Willem Pijper - Zes adagio's voor orkest, Ludwig van Beethoven - pianoconcert nr. 3 op. 37 in c, Tristan Keuris - Intermezzi voor 9 blazers, Robert Schumann - symfonie nr. 4 op. 120 in d    |
| 1996                 | Daan Admiraal  | Annelieke van Beest, viool; Naomi Peters, viool                           | Dmitri Sjostakovitsj - Kammersymfonie op. 110A, Alfred Schnittke - vioolconcert nr. 3, Igor Stravinsky - Pulcinella-suite                                                                     |
| 1997                 | geen Nesko     | -                                                                         | - |
| 1998 "Jongh geleerd" | Bas Pollard    | Frank van de Laar, piano                                                  | Roel van Oosten - Dyas, Maurice Ravel - pianoconcert in G, Wolfgang Amadeus Mozart - symfonie nr. 25, Zoltán Kodály - Dansen van Galánta                                                      |
| 1999 "De oversteek"  | Ernst van Tiel | Sonja van Beek, viool                                                     | Maarten van Norden - Het rode huis (opdrachtcompositie), Sergej Prokofjev - vioolconcert nr. 2 op. 63 in g, Ástor Piazzolla - Adiós Nonino, Ludwig van Beethoven - symfonie nr. 7 op. 92 in A |

### 2000-2009
| Jaargang                     | Dirigent       | Solist                                                                                         | Programma |
| ---------------------------- | -------------- | ---------------------------------------------------------------------------------------------- | --- |
| 2000 "Col canto"             | Bas Pollard    | Roswitha Bergmann, sopraan                                                                     | Felix Mendelssohn - ouverture Die Hebriden (Fingalshöhle) op. 26, Arnold Schönberg - Kammersymphonie nr. 2 op. 38, Klaas ten Holt - Anna Karenina: Een monoloog vol verwijten (opdrachtcompositie), Francis Poulenc - Sinfonietta |
| 2001 "In transit"            | Arthur Arnold  | Jeroen den Herder, cello                                                                       | Dmitri Kabalevski - celloconcert nr. 1 in g op. 49, Ronald Snijders - Paramaribo Rhapsodie (opdrachtcompositie), Richard Wagner - Siegfried Idyll, Igor Stravinsky - Pulcinella-suite                                             |
| 2002 "Bevlogen"              | Bas Pollard    | Daniël Kramer, piano                                                                           | Johann Sebastian Bach - Brandenburgs concert nr. 1 in F, BWV 1046, Chiel Meijering - Northern Lights (opdrachtcompositie), Olivier Messiaen - Réveil des Oiseaux, Leoš Janáček -adagio voor orkest                                |
| 2003 "From Russia with love" | Otto Tausk     | Doris Hochscheid, cello                                                                        | Ludwig van Beethoven - symfonie nr. 4, Dmitri Sjostakovitsj - celloconcert nr. 1, Jan Bas Bollen - opdrachtcompositie |
| 2004 lustrum/ reünieorkest   | Jussi Jaatinen | Peter Brunt, viool                                                                             | Wolfgang Amadeus Mozart - vioolconcert nr. 5, Johannes Brahms - serenade nr. 1 |
| 2005 "De verleiding"         | Jacob Slagter  | Jörgen van Rijen, trombone                                                                     | Wolfgang Amadeus Mozart - ouverture Le nozze di Figaro, Florian Magnus Maier - Harpyie voor trombone en orkest (opdrachtcompositie), Felix Mendelssohn - symfonie nr. 4 "Italiaanse"                                              |
| 2006                         | Bas Wiegers    | Marieke Koster, mezzosopraan                                                                   | Ludwig van Beethoven - ouverture Coriolan, Mayke Nas - Quite quiet (opdrachtcompositie), Luciano Berio - Folk Songs, Wolfgang Amadeus Mozart - symfonie nr. 40                                                                    |
| 2007                         | Ivan Meylemans | Arno Piters, klarinet                                                                          | Wolfgang Amadeus Mozart - Ouverture Così fan tutte, Reza Namavar - Geld, ade, ich bin dein Müde (opdrachtcompositie), Aaron Copland - klarinetconcert, Ludwig van Beethoven - symfonie nr. 2                                      |
| 2008                         | Jurjen Hempel  | Cecilia Bernardini, viool                                                                      | Martijn Padding - Entrance, Ludwig van Beethoven - vioolconcert, Robert Schumann - symfonie nr. 2 |
| 2009                         | Ivan Meylemans | Sander Teepen, hobo; Arno Piters, klarinet; Helma van den Brink, fagot; Rob van de Laar, hoorn | Merlijn Twaalfhoven - Opdrachtcompositie, Wolfgang Amadeus Mozart - Sinfonia Concertante, Felix Mendelssohn - symfonie nr. 3 "Schotse"                                                                                            |

### 2010-2019
| Jaargang            | Dirigent              | Solist                                                                                                   | Programma |
| ------------------- | --------------------- | --- | --- |
| 2010                | Johannes Leertouwer   | Maartje-Maria den Herder, cello                                                                          | Maurice Ravel - Le Tombeau de Couperin, Robert Schumann - Celloconcert, op. 129, Yorick Goldewijk -After Dark (opdrachtcompositie), Ludwig van Beethoven - Symfonie nr. 8                                                                        |
| 2011                | Harmen Cnossen        | Rosanne van Sandwijk, mezzosopraan                                                                       | Lucas Wiegerink - Blazing a trail (opdrachtcompositie), Anton Bruckner - Drei Orchestertücke WAB 97, Gustav Mahler - selectie van liederen uit "Des Knaben Wunderhorn" en de "Rückert-Lieder", Ludwig van Beethoven - Symfonie nr. 6 "Pastorale" |
| 2012                | Arjan Tien            | Maria du Toit, klarinet                                                                                  | Morris Kliphuis - Music in Black and White (opdrachtcompositie), Wolfgang Amadeus Mozart - Klarinetconcert, Sergej Prokofjev - Zomerdag, op. 65bis en Symfonie nr. 1 "De Klassieke"                                                              |
| 2013                | Harmen Cnossen        | Gulnara Shafigullina, sopraan, Yvonne Kok, mezzosopraan, Erlend Tvinnereim, tenor, Georg Gädker, bariton | Arvo Pärt - Cantus in Memoriam Benjamin Britten, Arvo Pärt - Fratres, Ludwig van Beethoven - Negende Symfonie, Koren: Vu-koor Amsterdam, Toonkunstkoor Bekker                                                                                    |
| 2014                | Quentin Clare         | Jaume Gavilan Agullo, trombone                                                                           | Nino Rota - Concert voor trombone en orkest, Wolfgang Amadeus Mozart - 35e symfonie, Johannes Brahms - Derde Symfonie |
| 2015                | Lucas Vis             | Maria Milstein, Viool                                                                                    | - - -, Camille Saint-Saëns - Vioolconcerto no. 1, Felix Mendelssohn - Symfonie nr. 4 (Italiaanse) |
| 2016 "slaat toe"    | Ivan Meylemans        | Niek KleinJan, Percussie                                                                                 | Francis Poulenc Sinfonietta, Bram Kortekaas - Balance of Power, Ludwig van Beethoven - Symfonie nr. 7 |
| 2017 "vliegt uit"   | Frans-Aert Burghgraef | Lidy Blijdorp, Cello                                                                                     | E. Rautavaara Cantus Arcticus (deel 1), O. Respighi - Gli Uccelli (deel 3 en 1), J. Heutmekers - Flux (change is constant), G. Bizet - Eerste Symphonie                                                                                          |
| 2018 "vol verhalen" | Ivo Meinen            | Jeanette van Schaik, Sopraan                                                                             | Zoltán Kodály - Dances of Galanta, Mathilde Wantenaar - A Haunted House, Felix Mendelssohn - Symfonie nr. 3 (Schotse) |
| 2019 "van de kaart" | Sander Teepen         | Floris Onstwedder, Trompet (en piccolotrompet)                                                           | Carl Maria von Weber - Euryanthe Overture, Tijmen van Tol - Lof der Zotheid, Vasily Kallinikov - Ceder en de Palm, Johannes Brahms - Symfonie nr. 4                                                                                              |

### 2020-
| Jaargang                                                   | Dirigent              | Solist                        | Programma |
| ---------------------------------------------------------- | --------------------- | ----------------------------- | --- |
| 2020 (project vond geen doorgang wegens de coronapandemie) | Stijn Berkouwer       | -                             | Ludwig van Beethoven - Symfonie nr. 3 (Eroica), Richard Wagner - Siegfried Idyll, Remy van Kesteren - Collective |
| 2021 "schrijft verder"                                     | Stijn Berkouwer       | Carla Leurs, Viool            | Joseph Joachim - opus 13 Elegische Ouverture, Pjotr Iljitsj Tsjaikovski - Vioolconcert in D, Antonín Dvořák - Legendes opus 59, Remy van Kesteren - Collective                                                                             |
| 2022 "staat sterk"                                         | Stijn Berkouwer       | Elizaveta Agrafenina, sopraan | Felix Mendelssohn - De Hebriden, Henriëtte Bosmans - Lead, Kindly Light, Ralph Vaughan Williams - Serenade in A mineur, Ramin Amin Tafreshi - Through Windows of Desire (opdrachtcompositie), Louise Farrenc - Eerste symfonie in C mineur |
| 2023 "naar de natuur"                                      | Sander Teepen         | Niek Baar, Viool              | Karmit Fadael - Lamentum (opdrachtcompositie), Antonín Dvořák - Vioolconcert in a mineur, Ludwig van Beethoven - Zevende symfonie in A majeur                                                                                              |
| 2024 "Verbindt"                                            | Pim Cuijpers          | Sasha Witteveen, Contrabas    | Xavier Van de Poll - Dood van een Concubine (秋波之阒寂), Nino Rota - Divertimento Concertante voor contrabas en orkest, Antonin Dvořák - Symfonie nr. 8                                                                                   |
| 2025 "schildert in klank"                                  | Frans-Aert Burghgraef | SongHa, Viool                 | Thomas van Dun - Mijn Jonge Leven Heeft een Eind, Ludwig van Beethoven - Vioolconcert in D groot, Pjotr Iljits Tsjaikovski - Suite no. 1                                                                                                   |